# Discipline (band)
Discipline is een Nederlandse band uit de streek rond Eindhoven, ontstaan rond 1991. In de beginjaren had de groep een andere naam en bezetting en speelden ze vooral hardcore.

## Geschiedenis
In 1995 tekende Discipline een contract met Lost & Found Records in Duitsland en begon de band oi! en hardcore te combineren. De gevarieerde aanhang van Discipline van onder meer skinheads, punkers en hooligans veroorzaakte vroeger tijdens optredens weleens gevechten en ongeregeldheden. De band werd daarom fel bekritiseerd en kreeg door de gebeurtenissen het label extreemrechts opgespeld. De relatie met het Duitse bandlabel ging vervolgens achteruit en Discipline stapte over naar het Belgische hardcorelabel I Scream Records.
Zanger Joost de Graaf werd op 24 juli 2010 gearresteerd na een explosie en brand in zijn huis in Veldhoven, waarbij zijn vrouw om het leven was gekomen. Hij werd verdacht van betrokkenheid bij haar dood. Na een ruzie zou hij haar om het leven hebben gebracht en het huis in brand hebben gestoken. In mei 2011 werd de zanger hiervoor veroordeeld tot 13 jaar gevangenisstraf. Na zijn arrestatie zegde de band alle optredens af. Sinds 2012 gaat Discipline met de nieuwe zanger Merijn Verhees echter weer op tournee.

## Discografie
- Stompin' Crew, 7 inchsingle (Lost & Found Records, 1996)
- Guilty as Charged, cd (Lost & Found Records, 1996)
- Stompin' Crew, ep, mini-cd (Lost & Found Records, 1998)
- Bulldog Style, cd (Lost & Found Records, 1998)
- Skinhead & Proud, cd (Lost & Found Records, 1999)
- Nice Boys Finish Last, cd (I Scream Records, 1999)
- Hooligans Heaven, cd, ep (I Scream Records, 2000)
- Love thy Neighbor, cd (I Scream Records, 2000)
- Love thy Neighbor, lp (Knock Out, 2000)
- Everywhere we Go, cd, ep (I Scream Records, 2002)
- Working Class Heroes, live, split, cd (I Scream Records, 2002)
- Working Class Heroes, live, split, lp (Knock Out, 2002)
- Saints & Sinners, cd (I Scream Records, 2002)
- Saints & Sinners, lp (Knock Out, 2002)
- Rejects of Society, verzamel-cd (Captain Oi!, 2003)
- 100% Thug Rock, split, cd (Captain Oi!, 2004)
- Downfall of the Working Man, cd (I Scream Records, 2005)
- Downfall of the Working Man, lp (Rebellion, 2005)
- Old Pride, New Glory, verzameldubbel-cd (I Scream Records, 2008)

## Bandleden
- Merijn Verhees (voorheen Joost De Graaf) - Zang
- Carlo Geerlings - Basgitaar
- Erik Wouters - Gitaar
- Joost Strijbos - Drums
- Dave Moors - Gitaar